# Tavira
Tavira [tɐˈviɾɐ] ist eine Stadt und ein Kreis (Concelho) in Portugal mit 27.523 Einwohnern (Stand 19. April 2021).

## Geschichte

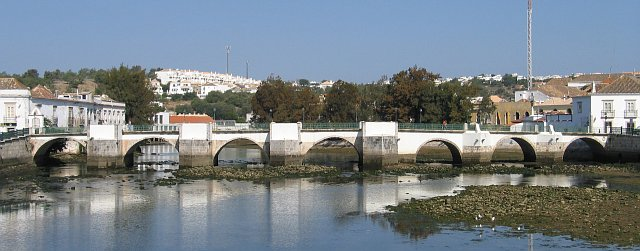
1655 zerstörte Brücke, 1870 wiedererbaut

Die Siedlung geht auf Phönizier oder Karthager zurück. Später haben die Römer im nahegelegenen Balsa (in der Gemeinde Santa Luzia) gesiedelt. Zwei Kilometer entfernt, im Dorf Santa Luzia, fand man Überreste eines römischen Friedhofs. Von dort stammt auch die einzige vorchristliche, griechische Inschrift Portugals, die einen Hinweis auf eine griechische Kolonie im 4. Jahrhundert v. Chr. lieferte.
Tavira wurde, wie beinahe die gesamte iberische Halbinsel, ab 711 von Mauren erobert. Es wurde ab 756 Teil des Kalifats von Córdoba. Es entwickelte sich eine hoch entwickelte Kultur, wie die neuesten Ausgrabungen nahelegen. Im 11. Jahrhundert war Tavira Teil des maurischen Emirats von Badajoz, Mitte des 12. Jahrhunderts war es unter dem Mauren Umar sogar kurzzeitig unabhängig, ehe es unter marokkanische Herrschaft fiel.
Dom Paio Peres Correia und der Ritterorden von Santiago nahmen im Auftrag von König Sancho II. am 11. Juni 1242 die Stadt ein. Da – nach einer Legende – sieben Ritter während eines Waffenstillstands bei der Jagd von Mauren aus Tavira getötet worden waren, wurde die Stadt bei ihrer Einnahme fast vollständig zerstört und anstelle der Moschee die Kirche Santa Maria do Castelo gebaut. 1415 begannen die Portugiesen ihre Eroberung Ceutas von hier aus. Tavira bekam das Stadtrecht im Jahre 1520. Schon 1451 erhielten die Fischer das Privileg, ihren Fang überall verkaufen zu dürfen. Außerdem durften nur sie Korallen ernten und auf Walfang gehen.
Im 16. Jahrhundert entwickelte sich Tavira durch die Einfuhr eines beträchtlichen Teils der aus den portugiesischen Kolonien eingeführten Waren zum wichtigsten Hafen der Algarve. Aus dieser Zeit stammt die Misericordiakirche, die besonders reich mit Azulejos ausgestattet ist. Im 17. Jahrhundert lebte Tavira zu einem guten Teil vom Handel mit Wein, Salz, Trockenfrüchten und Dörrfisch.
Im Jahr 1645 wütete die Pest ein Jahr lang in der Stadt. 4000 bis 5000 Bewohner fielen ihr zum Opfer. Ab Mitte des Jahrhunderts begann zudem der Fluss, an dessen Mündung Tavira liegt, der Rio Gilão, zunehmend zu versanden. Die wirtschaftlich und politisch führende Stadt der Algarve verlor ihren Flusszugang nach und nach. Sie musste um 1700 ihren Vorrang zugunsten von Faro abtreten.
1755 verwüstete das Erdbeben von Lissabon Tavira. Dabei wurde auch die Burg zerstört. Der absolutistische Premierminister Sebastião José de Carvalho e Melo, der ab 1769 unter seinem Adelstitel „Marquês de Pombal“ bekannt wurde, und der Bischof von Faro leiteten den Wiederaufbau der Stadt. Die Stadt erholte sich jedoch trotz staatlicher Unterstützung nicht vom wirtschaftlichen Niedergang. Die Misericordiakirche erhielt 1760 eine vergoldete Kanzel.
Die Verlagerung der Thunfischschwärme ließ Tavira ab 1920 weiter an Bedeutung verlieren. 1881 wurden an der Algarve noch 43.000 Exemplare Thunfisch gefangen; in den 1960er Jahren nur noch rund 500 pro Saison. Anfang der 1970er Jahre wurde der Fang mit Stellnetzen in der Flussmündung eingestellt. Die alte Thunfischfangstation ist ein Luxushotel.
Die Überfischung der Sardinen vor der Küste ließ die Fischerei weiter schrumpfen. In den Jahren 1989 und 2000 wurden Teile des Stadtkerns von Tavira von einem Hochwasser überschwemmt. Tavira ist heute eine Stadt, deren Wirtschaft stark vom Tourismus abhängt. Der Stadtkern wurde restauriert und zahlreiche Gebäude in Hotels umgewandelt.

## Sehenswürdigkeiten

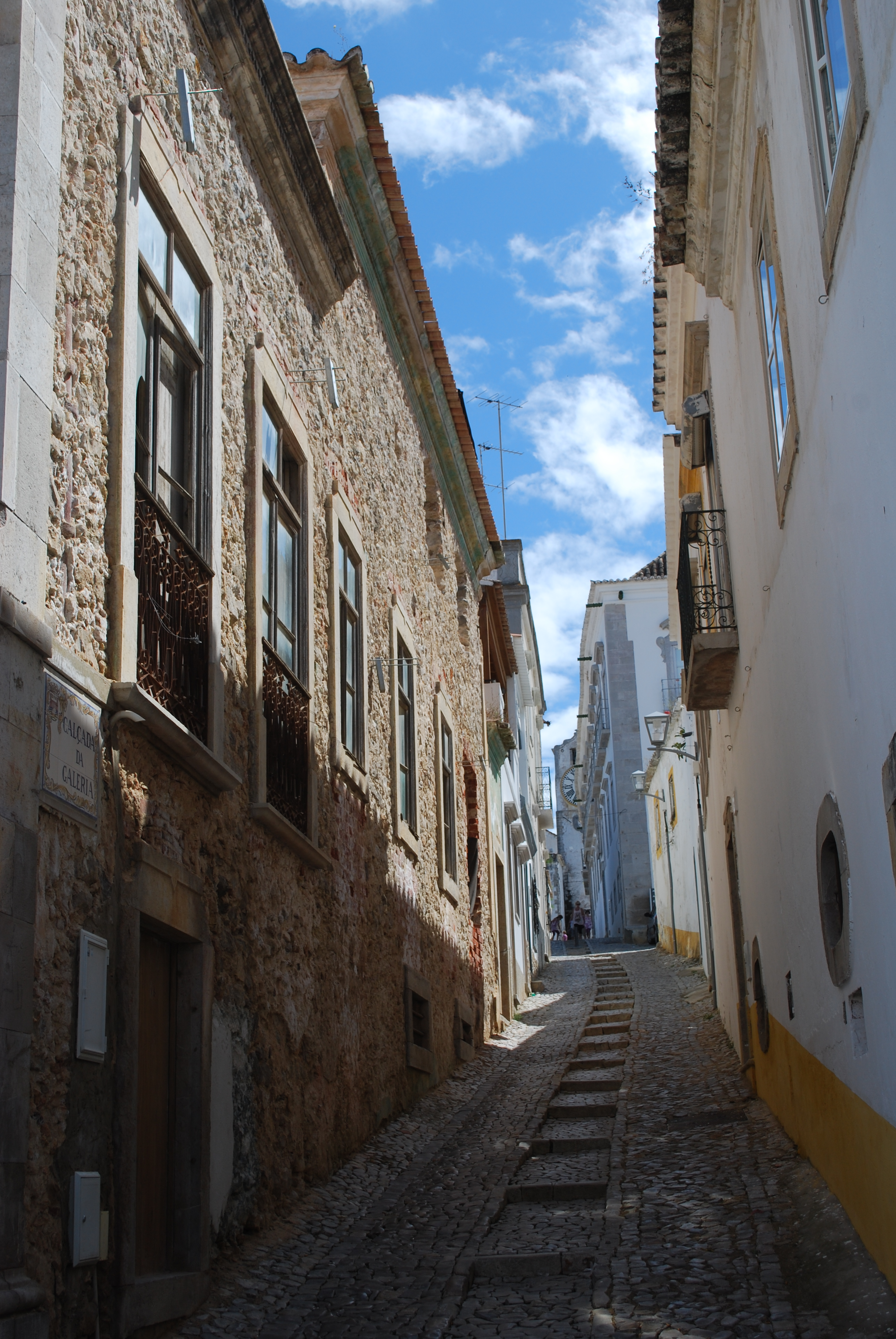
Gasse Calçada da Galeria

Die siebenbogige Römerbrücke von 1655 wurde beim Erdbeben zerstört. Sie wurde 1870 wieder aufgebaut und ist neueren archäologischen Erkenntnissen zufolge eine maurische Brücke aus dem 12. Jahrhundert. Sie führt zur Praça da República mit dem Rathaus mit spätmittelalterlichen Arkaden.

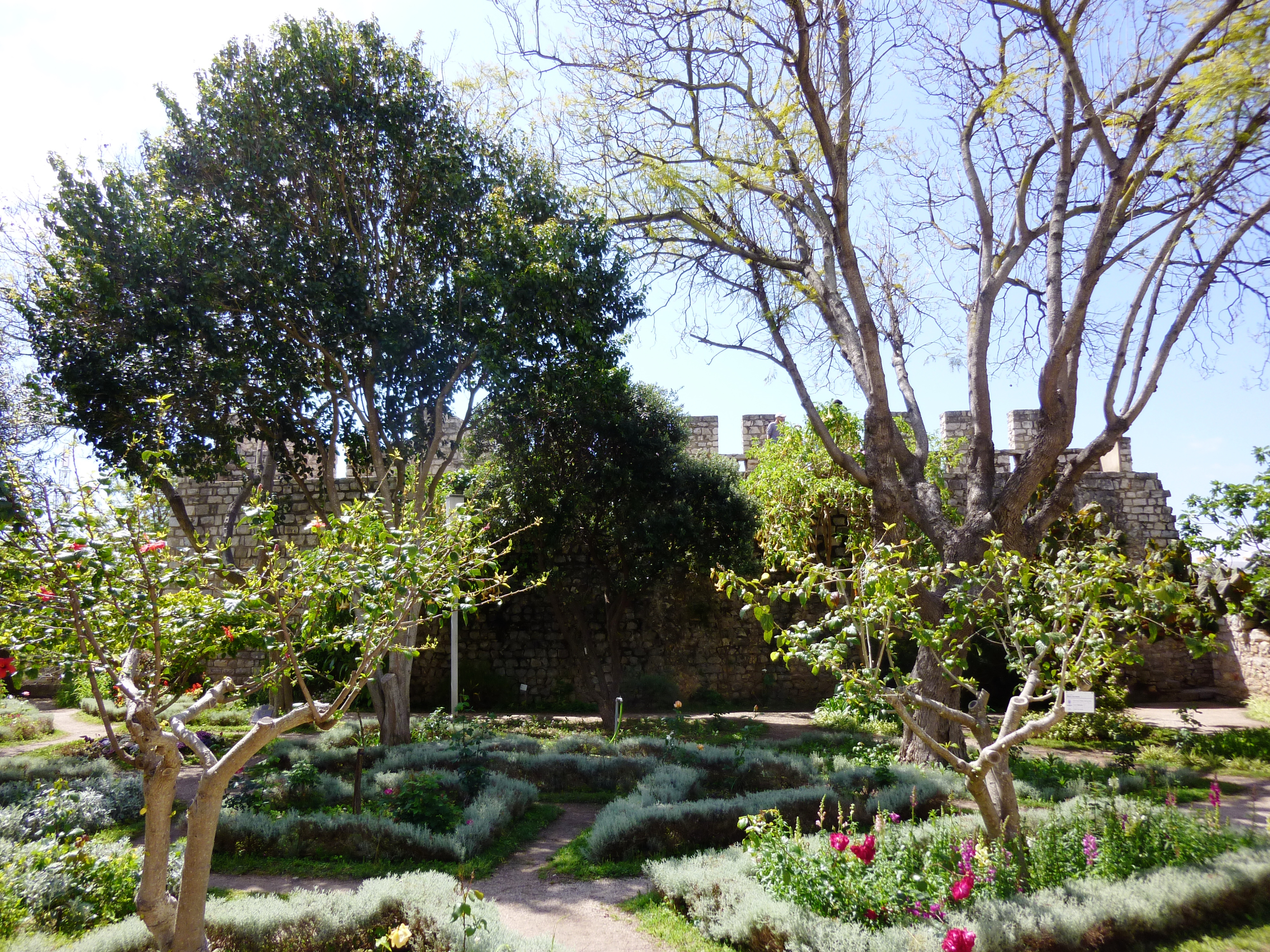
Garten in der Burgruine

Die Burg auf dem Hügel ist maurischen Ursprungs. Unter König Dinis wurde sie im 13. Jahrhundert verstärkt. Zwischen den Mauerruinen befindet sich heute ein Garten. Von den Mauerkronen und Turmresten aus hat man einen Rundblick über die Stadt und die Flussmündung.
Auf dem Weg zur Festung liegt die 1541 erbaute Igreja da Misericórdia, die eine harmonisch gestaltete Renaissance-Fassade von André Pilarte besitzt. Oberhalb des Eingangsportals befinden sich die Figuren der Heiligen Peter und Paul und der María da Misericórdia (Barmherzigkeit). Im Inneren ist die Kirche mit blau-weißen Azulejo-Bildern ausgeschmückt.
Im früheren Wasserturm auf der Hügelspitze befindet sich eine Camera Obscura. Sie bietet einen Rundblick über die Stadt und eine Ausstellung zur Stadtgeschichte.
Neben der Burgruine befindet sich die Igreja Santa Maria do Castelo. Sie wurde auf den Fundamenten einer Moschee errichtet. Das gotische Portal, ein gotisches Fenster und die manuelinische Capela dos Passos sind original erhalten geblieben. Die übrigen Teile der Kirche wurden beim Erdbeben 1755 zerstört und anschließend neu erbaut. Der Uhrturm mit dem arabischen Doppelfenster erinnert an die maurische Zeit. Im Altarraum befinden sich Grabplatten, die an Dom Paio Peres Correia und die sieben getöteten christlichen Ritter erinnern.
Auch die etwas unterhalb gelegene Igreja de Santiago war ursprünglich eine Moschee. Im Laufe der Jahrhunderte wurde sie immer wieder umgestaltet. Der weiß verputzte Bau präsentiert sich heutzutage als lebhaftes Gebilde mit verschachtelten Anbauten und einer Landschaft aus schrägen Dächern. Die südliche Hauptfassade wird geschmückt von einer Darstellung des heiligen Jakob (Santiago) zu Pferd als Maurentöter.

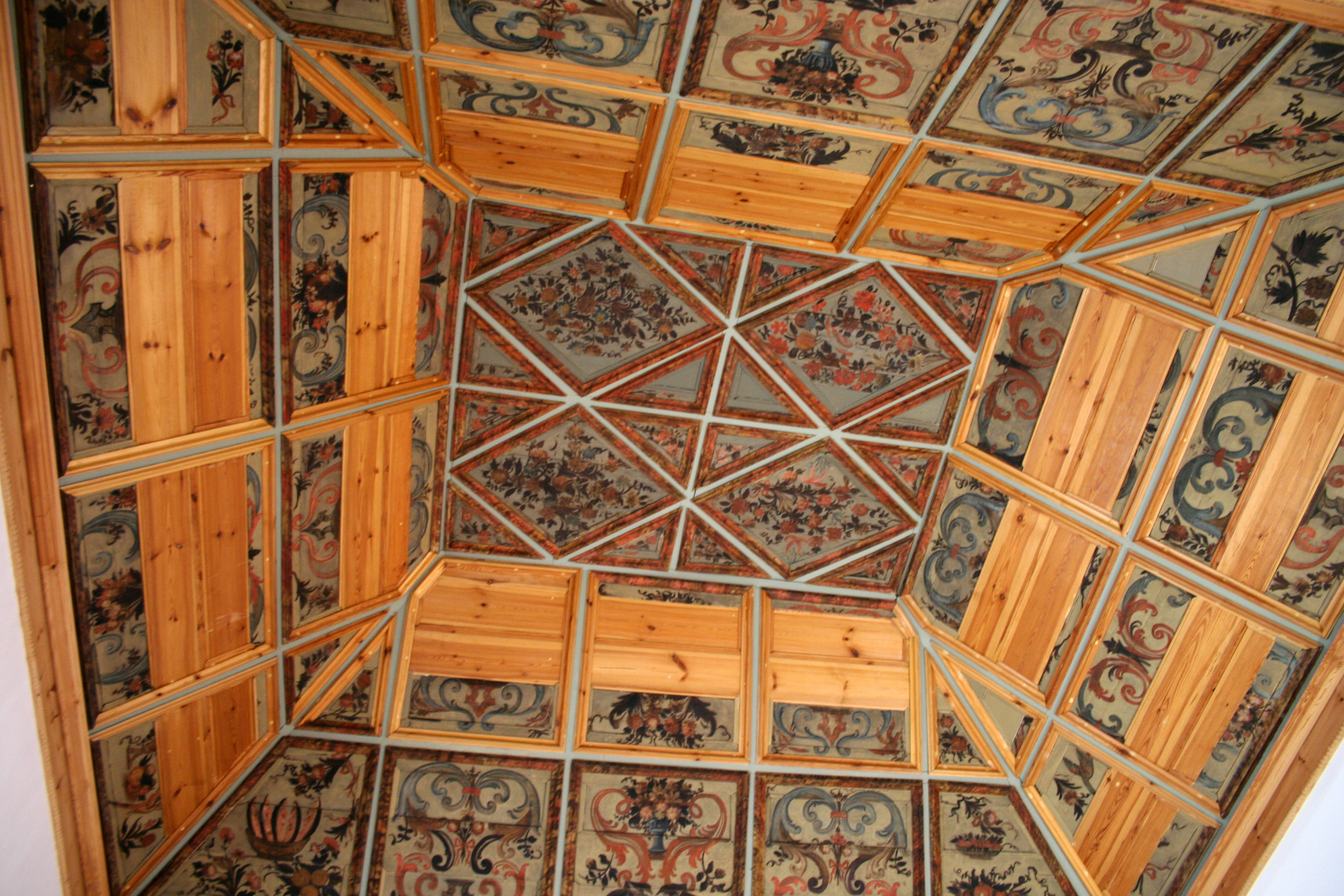
Dachkonstruktion im Palácio da Galeria

Der Palácio da Galeria ist ein renovierter Renaissance-Palast. Im Eingangsbereich präsentieren sich Fundstücke aus der phönizischen Ära. Die übrigen Räume sind wechselnden Ausstellungen von zumeist zeitgenössischer Kunst gewidmet. Oben kann man gut die traditionellen Dachkonstruktionen der Stadt erkunden: Jeder Raum hat seinen eigenen Dachstuhl.
Südwestlich der Burg erstreckt sich das ehemalige maurische Viertel. Es lag ursprünglich außerhalb der Stadtmauern. Dort lebte jahrhundertelang auch nach der christlichen Rückeroberung eine maurische Gemeinschaft.
Auf der vorgelagerten Sanddüne Ilha de Tavira herrscht sommers reger Badebetrieb. Der ausgedehnte Strand bietet jedoch so viel Platz, dass es auch während der Hochsaison kaum je zu eng hergeht. Eine Fähre bringt die Gäste ab Quatro Águas zum schattenlosen Strand. Neben einem Campingplatz und einigen Ferienhäusern befindet sich hier auch der einzige offizielle Nacktbadestrand der Algarve.

## Sport
Der 1928 gegründete Sportverein Ginásio Clube de Tavira widmete sich anfangs dem Rudern, der Gymnastik, dem Fußball und dem Tennis. Schwimmen, Segeln, Rollhockey, Sportangeln und Radsport kamen hinzu. Insbesondere im Radsport errang der Verein einige Erfolge, neben Platzierungen in der Portugal-Rundfahrt gewann der Verein 1964 und 1965 die Volta ao Estado de São Paulo, die Rundfahrt des brasilianischen Bundesstaates São Paulo. Inzwischen betreibt der Verein nur noch seine Fußballabteilungen. Der Profimannschaft gelang 1992 der Aufstieg in die Vierte Portugiesische Liga, spielt jedoch wieder unterklassig.
Der Radsportverein Clube de Ciclismo de Tavira wurde 1979 gegründet und gilt als ältester unverändert bestehender Radrennverein der Welt. David Blanco gewann die Portugal-Rundfahrt 2008 für den Verein.
Die Hallenradsport-Weltmeisterschaften 2009 fanden in Tavira statt.

## Verwaltung

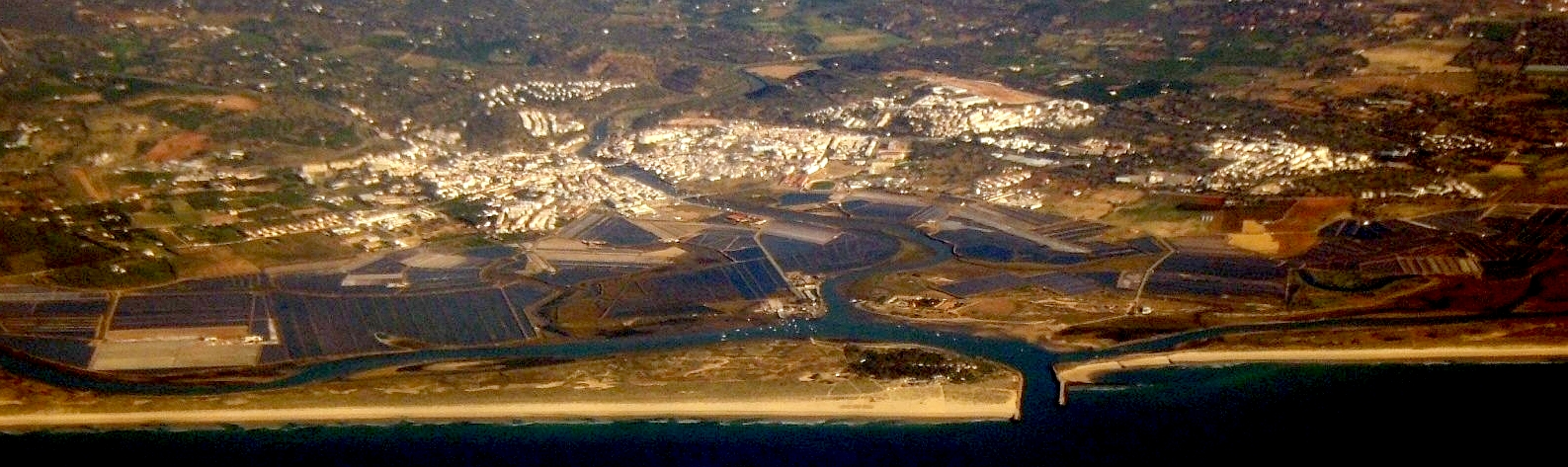
Luftbild von Tavira

### Kreis

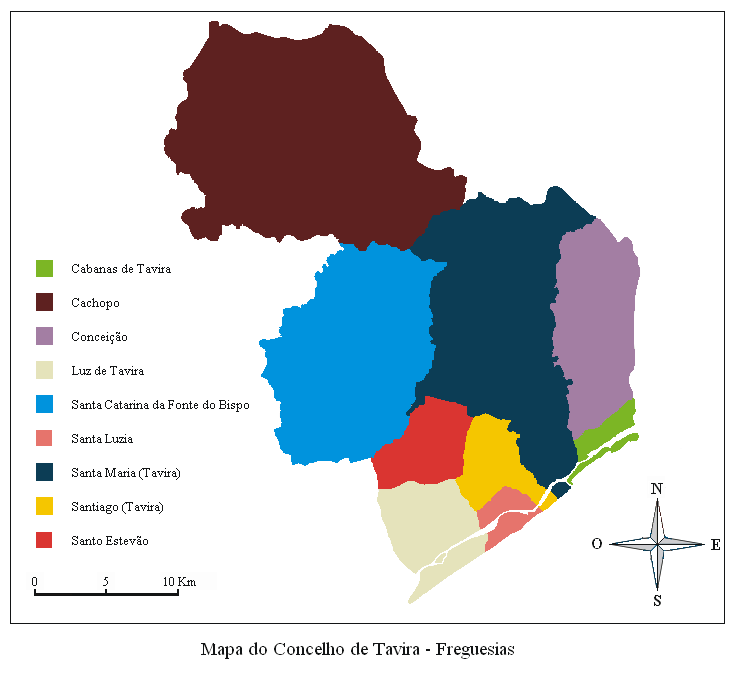
Karte des Kreises Tavira mit seinen Gemeinden

Tavira ist Verwaltungssitz eines gleichnamigen Kreises. Die Nachbarkreise sind (im Uhrzeigersinn im Norden beginnend): Alcoutim, Castro Marim, Vila Real de Santo António, Olhão, São Brás de Alportel, Loulé sowie der Atlantische Ozean.
Mit der Gebietsreform 2013 wurden sechs der bisherigen Gemeinden zu drei neuen Gemeinden zusammengeführt:

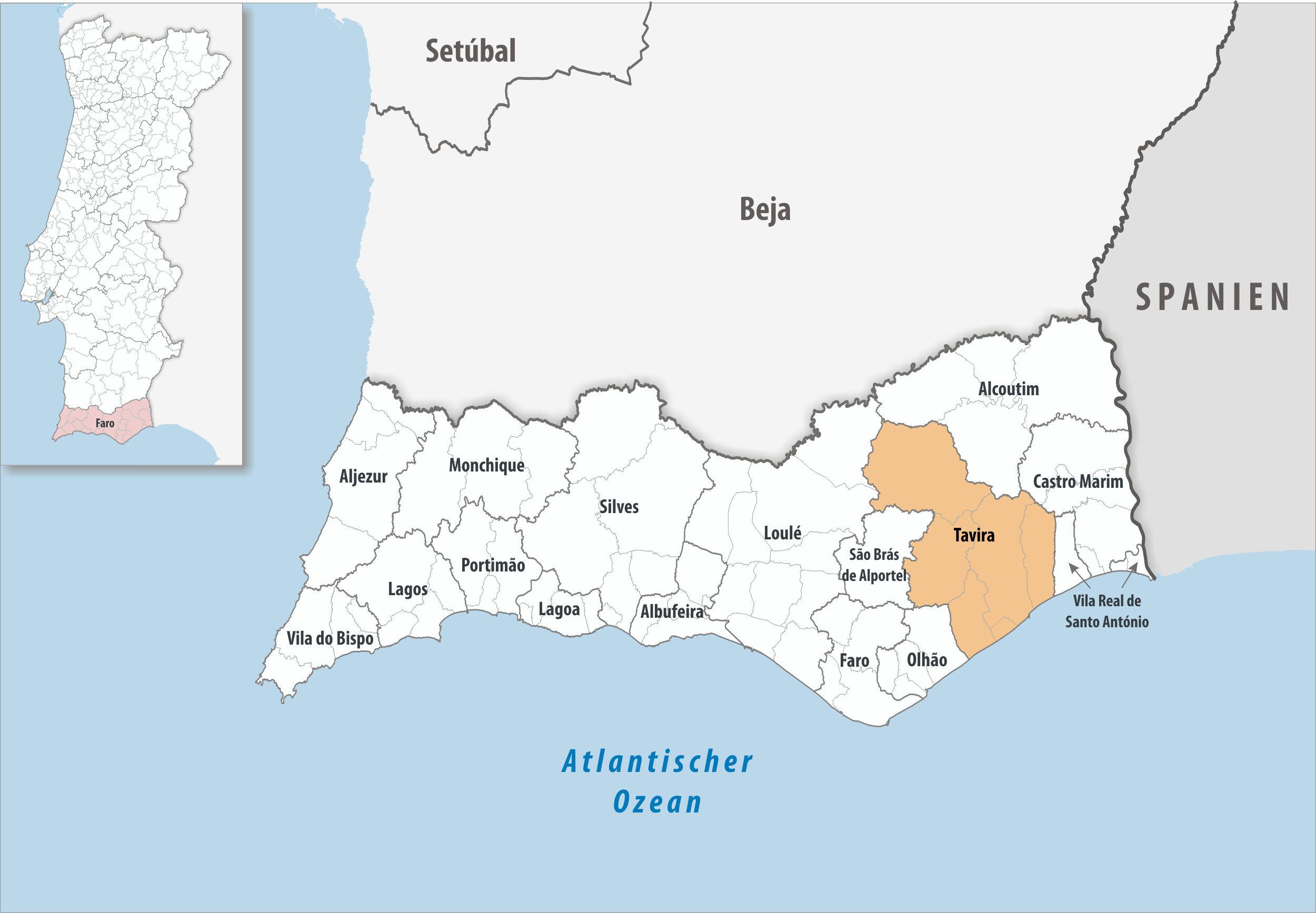
Kreis Tavira

| Gemeinde                         | Einwohner (2021) | Fläche km² | Dichte Einw./km² | LAU- Code |
| -------------------------------- | ---------------- | ---------- | ---------------- | --------- |
| Cachopo                          | 471              | 203,53     | 2                | 081401    |
| Conceição e Cabanas de Tavira    | 3.428            | 69,44      | 49               | 081410    |
| Luz de Tavira e Santo Estêvão    | 4.730            | 59,91      | 79               | 081411    |
| Santa Catarina da Fonte do Bispo | 1.873            | 117,59     | 16               | 081404    |
| Santa Luzia                      | 1.589            | 8,50       | 187              | 081408    |
| Tavira (Santa Maria e Santiago)  | 15.432           | 147,99     | 104              | 081412    |
| Kreis Tavira                     | 27.523           | 606,96     | 45               | 0814      |

### Bevölkerungsentwicklung
| Einwohnerzahl im Kreis Tavira (1801–2011) | Einwohnerzahl im Kreis Tavira (1801–2011) | Einwohnerzahl im Kreis Tavira (1801–2011) | Einwohnerzahl im Kreis Tavira (1801–2011) | Einwohnerzahl im Kreis Tavira (1801–2011) | Einwohnerzahl im Kreis Tavira (1801–2011) | Einwohnerzahl im Kreis Tavira (1801–2011) | Einwohnerzahl im Kreis Tavira (1801–2011) | Einwohnerzahl im Kreis Tavira (1801–2011) | Einwohnerzahl im Kreis Tavira (1801–2011) |
| ----------------------------------------- | ----------------------------------------- | ----------------------------------------- | ----------------------------------------- | ----------------------------------------- | ----------------------------------------- | ----------------------------------------- | ----------------------------------------- | ----------------------------------------- | ----------------------------------------- |
| 1801                                      | 1849                                      | 1900                                      | 1930                                      | 1940                                      | 1960                                      | 1981                                      | 1991                                      | 2001                                      | 2011                                      |
| 10 557                                    | 14 162                                    | 25 392                                    | 27 786                                    | 28 920                                    | 27 798                                    | 24 615                                    | 24 857                                    | 24 997                                    | 26 167                                    |

### Kommunaler Feiertag
- 24. Juni

### Städtepartnerschaften
- Spanien: San Bartolomé de la Torre, Provinz Huelva (seit 1992)
- Frankreich: Perpignan (seit 2001)
- Kap Verde: Porto Novo, Insel Santo Antão (seit 2005)
- Marokko: Kenitra (seit 2006)
- Polen: Łańcut (seit 2006)
- Spanien: Punta Umbría (seit 2006)[6]

## Verkehr
Der Ort ist über die Bahnhöfe Tavira und Porta Nova an der Bahnstrecke Linha do Algarve mit Lagos, Faro und Vila Real de Santo António verbunden.
Über die Nationalstraße N270 ist Tavira an die 4 km nördlich verlaufende Autobahn A22 (hier auch Europastraße 1) angeschlossen.

Tavira ist in das landesweite Busnetz der Rede Expressos eingebunden. In der Stadt verkehren zwei Stadtbuslinien (Linha Sobe und Linha Desce) der Sobe e Desce - Transportes Urbanos de Tavira innerhalb eines Netzes mit 37 Haltestellen. Zudem verkehrt eine Fähre vom Stadtzentrum zur vorgelagerten Insel  Ilha de Tavira. 

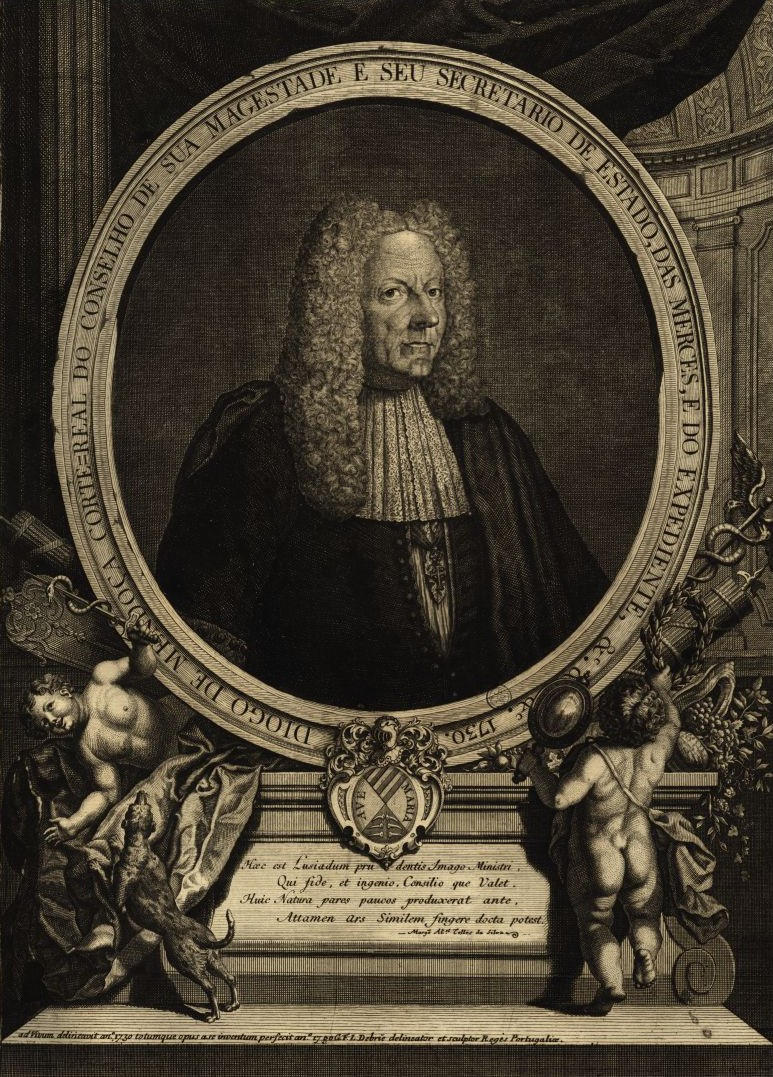
Diogo de Mendonça Corte Real

## Söhne und Töchter der Stadt
- Solomon Abenaes (1520–1603), marranischer Geschäftsmann und Diplomat
- Felipa de Souza (1555–1600), Opfer der Inquisition
- Diogo Mendoça de Corte Real (1658–1736), Diplomat und Politiker
- Pedro Paulo de Figueiredo da Cunha e Melo (1770–1855), Erzbischof von Braga
- Sebastião Phillipes Martins Estácio da Veiga (1828–1891), Archäologe und Autor
- Tomás Cabreira (1865–1918), Freimaurer, Autor, Militär, Finanzminister 1914
- Eduardo Pavia de Magalhães (1885–1960), Geiger, Komponist und Dirigent
- António Pinheiro (1867–1943), Schauspieler, Regisseur und Autor
- Marcelino António Maria Franco (1871–1955), Bischof der Algarve
- António Henrique Balté (1906–1992), Arzt und Autor
- Jorge Corvo (* 1934), Radrennfahrer
- Macário Correia (* 1957), Politiker
- Pedro Miguel Lopes (* 1975), Radrennfahrer
- António Fernando Amaro Livramento (* 1979), Fußballspieler
- António Fernando Amado Livramento (* 1982), Fußballspieler
- Tiago Nené (* 1982), Jurist, Schriftsteller und Übersetzer
- João Neves (* 2004), Fußballspieler